# Albanie aux Jeux olympiques d'été de 2012
L'Albanie participe aux Jeux olympiques d'été de 2012 à Londres au Royaume-Uni du 27 juillet au 12 août 2012. Il s'agit de sa 7e participation à des Jeux d'été.
L'Albanie fait partie des pays qui ne remportent pas de médaille au cours de ces Jeux olympiques.

## Cérémonies d'ouverture et de clôture
L'Albanie est la troisième délégation, après l'Afghanistan et avant l'Algérie, à entrer dans le stade olympique de Londres au cours du défilé des nations durant la cérémonie d'ouverture. Le porte-drapeau du pays est l'haltérophile Romela Begaj, qui succède dans cette fonction au lutteur Sahit Prizreni.
Lors de la cérémonie de clôture, le 12 août, les athlètes défilent mélangés et sont menés par les porte-drapeaux de toutes les nations participantes. C'est toujours l'haltérophile Romela Begaj qui porte le drapeau albanais.

## Haltérophilie
Les haltérophiles albanais bénéficient de quatre places chez les hommes.
- Compétition masculine - 4 places[5]

## Judo
| Athlète           | Compétition           | 1/32 de finale      | 1/16 de finale            | 1/8 de finale       | Quarts de finale    | Demi-finales        | Repêchage 1         | Repêchage 2         | Finale              | Finale |
| Athlète           | Compétition           | Adversaire Résultat | Adversaire Résultat       | Adversaire Résultat | Adversaire Résultat | Adversaire Résultat | Adversaire Résultat | Adversaire Résultat | Adversaire Résultat | Rang   |
| ----------------- | --------------------- | ------------------- | ------------------------- | ------------------- | ------------------- | ------------------- | ------------------- | ------------------- | ------------------- | ------ |
| Majlinda Kelmendi | Moins de 52 kg femmes | Bat Sundberg ippon  | Battue par Legentil ippon | –                   | –                   | –                   | –                   | –                   | –                   | –      |

## Natation
Sidni Hoxha, âgé de 21 ans, et Noël Borshi, âgée de 17 ans, sont les deux représentants de l'Albanie dans les épreuves de natation.
Sidni Hoxha participe à l'épreuve du 100 mètres nage libre pour ses deuxièmes Jeux olympiques.
| Athlète     | Épreuve          | Série   | Série         |
| Athlète     | Épreuve          | Temps   | Rang          |
| ----------- | ---------------- | ------- | ------------- |
| Sidni Hoxha | 100 m nage libre | 51 s 11 | 37e (éliminé) |

| Athlète     | Épreuve        | Série        | Série          |
| Athlète     | Épreuve        | Temps        | Rang           |
| ----------- | -------------- | ------------ | -------------- |
| Noël Borshi | 100 m papillon | 1 min 5 s 49 | 40e (éliminée) |

## Tir
L'Albanie est représentée dans les compétitions de tir par un athlète, Arben Kucana. Âgée de 45 ans, Kucana participe pour la première fois aux Jeux olympiques. Il est aligné dans deux épreuves: le pistolet à 10 mètres air comprimé et le pistolet à 50 mètres.

### Qualification
Le système de qualification vise à répartir 390 places entre les différentes nations pour l'ensemble des quinze épreuves de tir, dans la limite de 28 au maximum par pays. Le règlement du Comité international olympique stipule que toutes les épreuves de qualification doivent avoir lieu durant les 24 mois précédant les Jeux. La Fédération internationale de tir sportif déclare que la qualification débute avec les Championnats du monde de tir 2010, soit presque deux ans avant les Jeux de Londres. Les compétitions permettant l'obtention de ces « quotas olympiques » sont les championnats du monde et continentaux à partir de 2010 ainsi que la Coupe du monde ISSF 2011. Chaque quota attribué ne l'est pas au sportif qui l'a décroché, mais à son comité national olympique. L'Albanie possède un quota.

### Résultat
Dans l'épreuve de tir au pistolet à 10 mètres à air comprimé, Arben Kucana termine à la 20e place des qualifications avec 577 points. Il avait mal commencé avec seulement 94 points lors du premier round. Il va ensuite enchaîner avec deux fois 96 points puis il va réaliser son meilleur total lors d'un round avec 98 points lors du quatrième. Pour terminer le concours il réussit à nouveau 96 points et termine avec 97.
Dans l'épreuve du pistolet à 50 mètres il termine 37e soit avant-dernier du concours à égalité avec le Monténégrin Nikola Šaranović avec un total de 524 points.
| Athlète      | Compétition                         | Qualification | Qualification |
| Athlète      | Compétition                         | Points        | Rang          |
| ------------ | ----------------------------------- | ------------- | ------------- |
| Arben Kucana | Pistolet à 10 m air comprimé hommes | 577           | 20e           |
| Arben Kucana | Pistolet à 50 m hommes              | 524           | 37e           |